# Jean-Marie Marcelin Gilibert

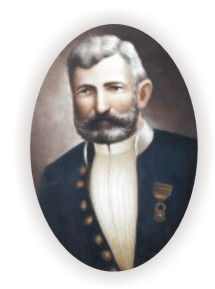
Jean Marie Marcelin Gilibert

Jean-Marie Marcelin Gilibert (hispanisiert: Juan María Marcelino Gilibert; * 24. Februar 1839 in Fustignac, Haute-Garonne; † 11. September 1923 in Bogotá) war ein französischer Militär und der Gründer der kolumbianischen Nationalpolizei am 5. November 1891.

## Leben
Jean-Marie Marcelin Gilibert nahm an Feldzügen in Afrika und am deutsch-französischen Krieg von 1870 teil, aus dem er 1870 als erster Sergeant Major in Lille heraus kam.
Im Jahr 1891 wurde er auf Wunsch von Präsident Carlos Holguín ausgewählt, um die Polizeikräfte Kolumbiens neu zu organisieren. Er war der erste Direktor bis 1898, als er seinen Rücktritt einreichte. Kurz darauf wurde er von Rafael Reyes Prieto erneut gebeten, die Leitung der kolumbianischen Nationalpolizei zu übernehmen, eine Position, die er bis zu seinem Tod im Jahr 1923 innehatte.
Im Jahr 2001 ordnete Luis Ernesto Gilibert, der Enkel von Jean-Marie Marcelin Gilibert und zu diesem Zeitpunkt Direktor der kolumbianischen Polizei, aus Anlass des 110. Jahrestages der Institution die Überführung der sterblichen Überreste von Juan María Marcelino Gilibert vom Zentralfriedhof von Bogotá in das Beinhaus des religiösen Zentrums der Nationalpolizei an.